# Giuseppe Vavassori
Giuseppe Vavassori (né le 29 juin 1934 à Rivoli au Piémont et mort le 21 novembre 1983 à Bologne en Émilie-Romagne) est un joueur international et entraîneur de football italien. Il évoluait au poste de gardien de but.

## Carrière
Formé par le grand club de sa région natale, la Juventus, Vava fait ses débuts en professionnel en prêt avec le club de Carrarese en 1954. L'année suivante, il retourne à la Juve pendant six saisons (avec qui il remporte quatre titres).
Il rejoint ensuite en 1961 Catane, qu'il quitte en 1966, année où il rejoindra le 4e et dernier club de sa carrière, Bologne.
Après avoir arrêté sa carrière de joueur en 1972, il entame une carrière d'entraîneur, et prend les rênes en 1978 du Forlì Football Club pour une saison, avant de rejoindre la saison suivante l'Imolese (il s'occupa également du secteur jeune des rossoblu ).
Il meurt en 1983 à seulement 49 ans d'une tumeur au côlon. Le stade municipal de sa ville natale de Rivoli fut ensuite renommé en son honneur.

## Palmarès
| Juventus - Championnat d'Italie (3) : - Champion : 1957-58, 1959-60 et 1960-61. - Coupe d'Italie (2) : - Vainqueur : 1958-59 et 1959-60. |  | Bologne - Coupe d'Italie (1) : - Vainqueur : 1969-70. |